# 이쓰쿠시마 신사
이쓰쿠시마 신사(일본어: 厳島神社 이쓰쿠시마진자[*])는 히로시마현 하쓰카이치시의 이쓰쿠시마섬(미야지마섬)에 있는 신사이다. 바다 한가운데에 있는 도리이로 유명하다. 헤이안 시대 말에 다이라노 기요모리(平清盛)가 세운 1400년의 역사를 갖는 신사로 1996년에는 세계유산으로 지정되었다. 신사가 있는 이쓰쿠시마섬은 "아키노 미야지마"(安芸の宮島)라고 불리며 일본 삼경(日本三景)의 하나이다.
이쓰쿠시마 신사는 일본에서 가장 유명한 관광지 중 하나이다. 신사의 정면에 세워져 있는 도리이의 극적인 모습, 미센 산의 성스러운 봉우리, 아름다운 바다 풍경 때문에 그 유명세가 더욱 커지기도 하였다. 신사 건물은 크게 2개로 나뉘는데, 첫 번째가 혼샤 신사이고 두 번째가 세샤 마로도 신사이다. 그 외에도 17개의 부속 건물들이 있어 이들을 구분짓거나 연결하는 역할들을 하고 있다.

## 역사

### 초기 역사
이쓰쿠시마 신사는 본디 아키 지방에서 으뜸가는 신사로서, 그 하위 신사들을 모두 총괄하는 위치에 있었다.
기록에 의하면 593년에 사에키 구라모토가 스이코 천황의 재위시기에 지었다고 적혀 있지만, 현재 우리가 볼 수 있는 모습은 1168년 경 아키 지방을 통치하던 유력 다이묘였던 다이라노 기요모리가 지었다고 한다. 신사의 또다른 후원자로는 코슈 지방의 지배자였던 모리 모토나리가 있는데, 그는 1571년에 신사의 본전을 다시 지었다. 하지만 그가 이 본전을 다시 지은 이유는, 모리 모토나리가 그의 경쟁자와 전쟁을 벌이면서 이쓰쿠시마 신사가 위치한 섬에서 전투를 벌였다고 하여, 신사의 성스러움을 더럽혔기 때문이었다는 점이라는 것에서 그를 순수한 의미의 후원자라고 하기에는 논란이 있다. 안타깝게도, 가마쿠라 시대에서부터 그대로 남아 전해져 내려오는 신사의 건물은 단 한 채밖에 없다.

### 기요모리
12세기, 일본의 다이묘들은 자신의 부와 권력을 과시하기 위해 일부러 더 거대하고 화려한 신사들을 경쟁적으로 지었다. 그 중에는 중국의 송나라와의 해양 무역을 통해 상당한 부를 축적한 다이라 가문도 있었다.
당시 다이라노 기요모리가 이쓰쿠시마 신사가 있는 섬을 점령하였을 때, 다이라 가문은 최전성기를 달리고 있었다. 그는 이쓰쿠시마 신사의 본당을 새롭게 지어 항해의 신에게 기원을 올리고 해상 활동의 중심지로 사용할 것을 명했다. 이쓰쿠시마 신사는 곧 다이라 가문의 직속 신사로 변모했다. 기요모리는 당시 헤이안 시대의 귀족들 사이에서 자신의 권력을 더욱 확고히 하고, 신토의 지원을 받기 위해 이러한 일들을 했다고 추정되고 있다. 그는 이쓰쿠시마 신사 건축에 상당한 자금을 쏟아부었고, 친구와 동료, 심지어는 왕족까지 불러 구경시켜주며 그들에게 이쓰쿠시마 신사를 자랑했다고 한다.
민간 구전에 따르면, 다이라노 기요모리의 꿈 속에 한 노승이 나타나, 만약 그가 미야지마 섬(현재 이쓰쿠시마 신사의 소재지)에 새롭게 신사를 지어준다면, 일본 전역을 지배할 수 있게 해주겠다는 말을 남기고 사라졌다고 한다. 이후 다이라노 기요모리는 이쓰쿠시마 신사를 새롭게 재단장했고, 그 곳에 살던 신령들에게 공물을 바치고 제사를 지냈다는 것이다. 실제로 다이라노 기요모리가 이러한 꿈을 꾸었는지는 확실하지 않으나, 이때 그가 헌납한 막대한 양의 공물로 인해 이쓰쿠시마 신사가 지금과 같은 거대한 규모의 신사로 발전할 수 있게 된 것만은 확실하다.

## 종교적 의미
이쓰쿠시마 신사는 바다와 태풍의 신인 다케하야 스사노오노 미코토의 세 딸에게 바쳐진 신사이다. 그들의 이름은 이츠키시마히메노미코토, 타키리히메노미코토, 타키츠히메노미코토이다. '무나카타 3여신'이라고 불리기도 하는데, 이 여신들은 바다와 태풍을 관장하는 신들로 알려져 있었다. 다이라노 기요모리는 이 3여신을 관세음보살의 현신이라 여겼고, 이에 따라 이들을 모신 이쓰쿠시마 신사를 부처의 고향으로 생각했다. 일본어로 '이쓰쿠시마'는 '신들에게 바쳐진'이라는 뜻을 갖고 있다. 하지만 실제로 당시 일본인들은 이쓰쿠시마섬 자체를 독자적인 신으로 여겼고, 이 같은 이유로 이쓰쿠시마 신사가 섬 중앙부가 아니라 섬 바깥쪽의 해안선으로 밀려나가 세워진 것이다.
이쓰쿠시마 신사에는 다이라 가문의 수트라가 봉안되어 있다. 이 수트라는 총 32개의 두루마리로 이루어져 있는데, 다이라노 기요모리 본인과 그의 아들들이 직접 필사한 것들이다. 기록에 의하면, 다이라노 기요모리와 그의 가문의 일원들이 직접 하나씩을 만들어, 금과 은, 그리고 진주들로 장식하였다고 한다.
원래 이쓰쿠시마 신사에서는 그 어떠한 사람도 태어나거나 죽을 수 없었는데, 이와 같은 일들이 신사의 신성함을 깨뜨린다고 믿었기 때문이다. 게다가 일본 역사 대부분의 기간 동안, 일반인들은 이 곳에 함부로 출입할 수 조차 없었다. 신사의 순수성을 지키기 위하여, 1878년부터는 심지어 신사 근처의 지역에서 사람들이 태어나거나 죽는 것조차 금지하였으며 이는 지금까지도 전해져 내려오고 있기에 출산이 임박한 임산부나 살 날이 얼마 남지 않은 노인들은 이 곳에서 멀리 떨어진 지역으로 이주해야만 한다. 또한 이쓰쿠시마섬에는 그 어떠한 시체도 묻을 수 없다.
이쓰쿠시마 신사를 방문하는 순례자들의 원활한 통행을 위해서, 신사 건물들은 마치 해안에 있는 항구처럼 지어져 있다. 이같은 독특한 배치 때문에, 만조 때 바닷물이 들어오면 신사가 마치 바다 위에 떠있는 것 같은 착각을 줄 정도이다. 이쓰쿠시마 신사의 도리이도 이 같은 이유로 바다 위에 지어진 것인데, 원래 순례자들은 신사로 들어오기 전에 배를 타고 이 도리이 아래를 지나 들어와야만 했다.

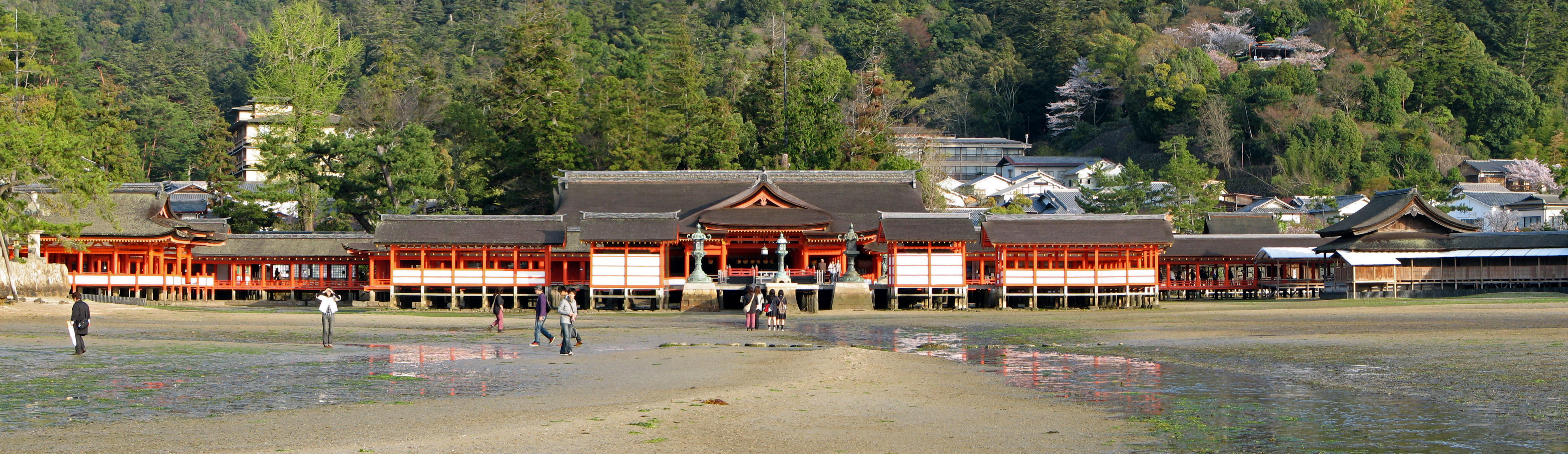
바다에서 바라본 모습

## 건축

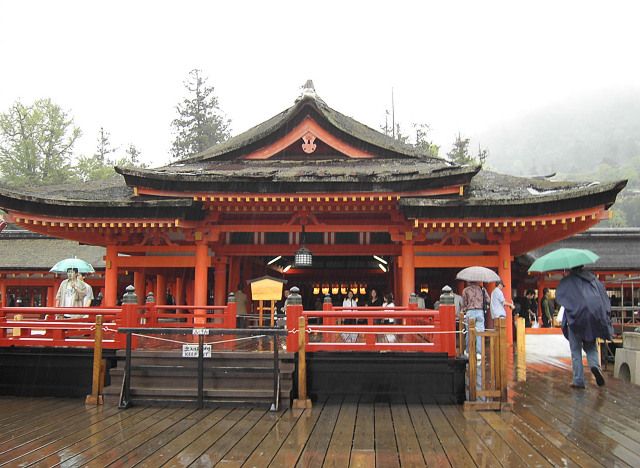
본전

이쓰쿠시마 신사는 신덴즈쿠리 양식으로 지어졌다. 신덴즈쿠리 양식이란 헤이안 시대의 대표적인 건축 방식으로 수수한 멋과 백색의 벽, 열린 공간을 중요시하였다. 이쓰쿠시마 신사는 해안에서 튀어나와 마치 부두처럼 지어져 있기에, 만조 때는 섬에서 분리되어 독자적으로 바다 위에 세워진 것같은 착각을 불러 일으킨다. 이와 같이 자연과 공간의 합일을 중요시하는 기풍은 당시 헤이안 시대의 특징이었는데, 이때에 지어진 건물들은 '자연을 건축물 안으로 들여놓는' 듯한 느낌을 준다. 나무, 물, 돌과 같은 자연물들을 집이나 건물들의 장식에 그대로 활용하였고, 풍경 그대로의 미를 최상의 가치로 평가하였다.

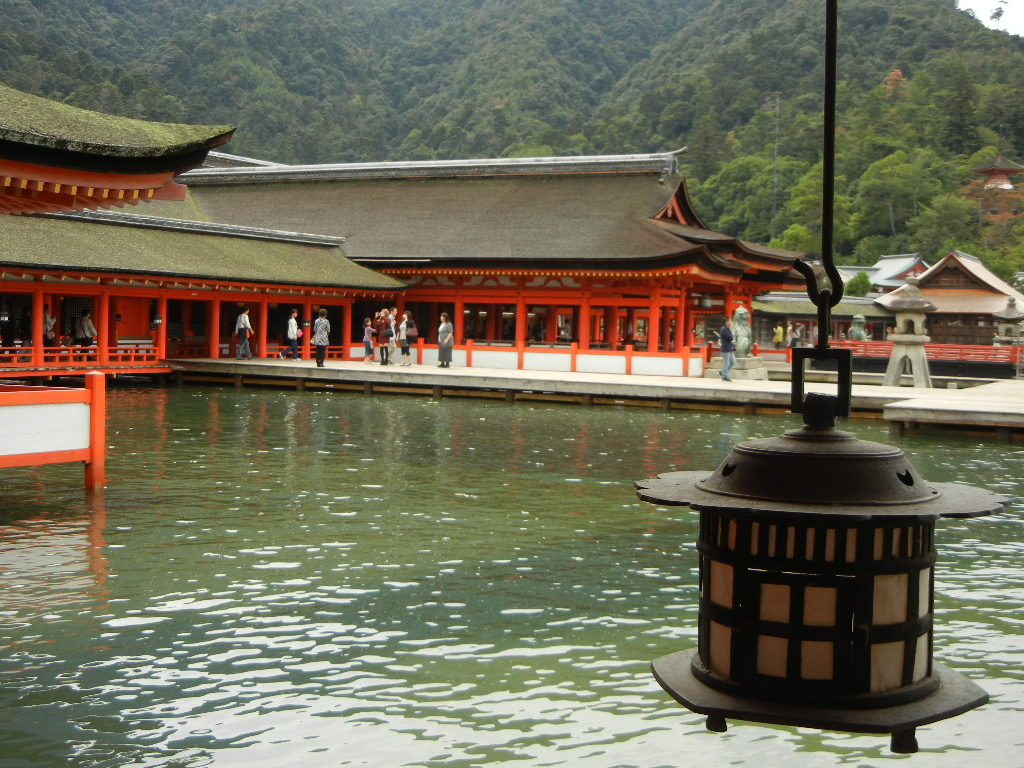
만조 때의 모습

이쓰쿠시마 신사에서 가장 유명한 건축물은 당연히 신사 바로 앞에 서있는 도리이이다. 이 도리이는 썩지 않게 방부처리된 녹나무로 만들어졌는데, 그 높이는 약 16m, 용마루의 길이는 24m, 기둥 사이의 간격은 11m나 되는 거대한 건축물이다. 참고로 도리이의 주기둥 2개 앞뒤로는 보조 기둥이 4개가 추가적으로 세워져 있는데, 이는 신토와 불교가 합쳐진 한 분파에서 주로 짓는 양식을 형상화한 것이다. 우리가 흔히 보는, 즉 도리이가 바다 한가운데에 지어진 듯한 모습은 보통 만조 때의 모습이며, 간조 때는 바닷물이 모두 빠져나가기에 걸어서도 접근할 수 있다. 밤에는 육지에서 강렬한 조명을 쏘아보내 도리이를 비춘다. 도리이는 이 장소에 1168년에 처음 지어졌지만, 이후 훼손과 파괴가 반복되며 현재 우리가 볼 수 있는 도리이는 1875년에 새로 지어진 것이다.

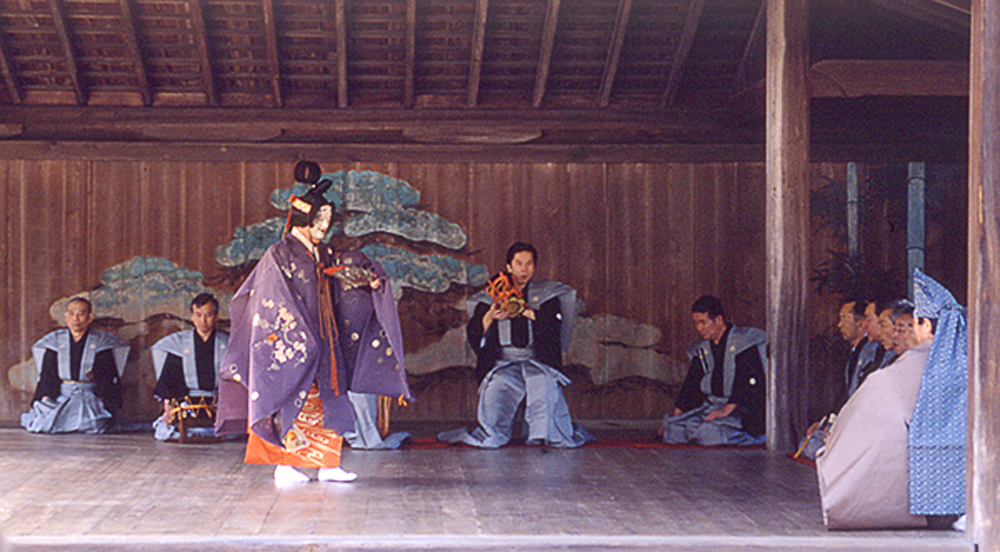
노

이쓰쿠시마 신사에는 일본 신토식 건축 양식이 많이 녹아들어가 있다. 가장 대표적인 예가 바로 신사의 본전인데, 이 본전은 가로 8칸, 세로 4칸의 건물로, 노송나무의 껍질로 지붕을 이었다. 또한 이를 둘러싸고 있는 회랑도 매우 특이한 구조를 가지고 있다. 건물들의 벽은 백색 석회로 만들어졌는데, 이 벽을 세울 때 15번이 넘게 석회를 바를 정도로 정성을 기울였다고 한다.
본전 옆쪽에는 일본식 전통극인 '노'가 상영되는 극장이 있다. '노'는 신토의 신화에서 나온 주요 장면들을 소재로 한 공연으로 보통 신들에게 공물을 바치거나 그들을 기쁘게 하기 위해 춘 연극이라고 한다. 이 연극은 1590년대에 시작되어, 현재까지도 이어지고 있다.
2004년 7월 5일, 태풍으로 인해 신사의 본전과 회랑 일부가 파손되었고, 이로 인해 잠시간의 보수공사를 거쳤다. 현재는 복원 작업이 완료되어 300엔의 비용을 내면 누구나 갈 수 있다.

## 등록 기준
이쓰쿠시마 신사의 등록 요건은 등록기준 1항, 2항, 4항, 6항에 해당된다.
- (1) 독특한 예술적 혹은 미적인 업적, 즉 창조적인 재능의 걸작품을 대표 할 것.
- (2) 일정한 시간에 걸쳐 혹은 세계의 한 문화권내에서 건축, 기념물조각, 정원 및 조경디자인, 관련예 술 또는 인간정주 등의 결과로서 일어난 발전사항들에 상당한 영향력을 행사한 것.
- (4) 가장 특징적인 사례의 건축양식으로서 중요한 문화적, 사회적, 예술적, 과학적, 기술적 혹은 산업의 발전을 대표하는 양식.
- (6) 역사적 중요성이나 함축성이 현저한 사상이나 신념, 사진이나 인물과 가장 중요한 연관이 있는 것.

## 같이 보기
- 일본의 세계유산
- 일본 삼경
- 일본의 관광